# Sankt Leonhard am Forst
Sankt Leonhard am Forst é um município da Áustria localizado no distrito de Melk, no estado de Baixa Áustria.

## Geografia
A freguesia ocupa uma área de 43,44 km². 27,27 % da superfície são arborizados.

## População
St. Leonhard am Forst tinha 3025 habitantes no fim de 2005.

## Política
O burgomestre é Hans-Jürgen Resel (ÖVP).

### Câmara Municipial
- ÖVP 14

- SPÖ 4

- BLS 4

- FPÖ 1